# Drumma Boy
Drumma Boy, de son vrai nom Christopher James Gholson, né le 11 août 1983 à Memphis (Tennessee), est un producteur de musique et rappeur américain.

## Biographie

### Origines et débuts à Memphis
Christopher James Gholson naît à Memphis (Tennessee),. Sa mère, Billie Gholson, est chanteuse d'opéra ; son père, G. James Gholson, est clarinettiste, professeur à la Rudi E. Scheidt School of Music de l'université de Memphis, ainsi que la première personne noire à siéger au National Symphony Orchestra,. Son grand frère, Ferrell « Ensayne » Wayne Miles, est également producteur de musique,.
Il est initié à l'apprentissage du solfège et à divers instruments durant sa jeunesse ; et rejoint le Memphis Youth Symphony Orchestra. D'après lui, il grandit en écoutant de la musique classique et ne s'intéresse pas au hip-hop avant l'âge de dix ans, quand son frère lui fait découvrir le genre. Il dit avoir commencé à rapper avant de produire des beats. Il fait ses premiers beats en recréant les parties instrumentales de tubes de hip-hop avec des instruments acoustiques.
Il entame des études supérieures à l'université de Memphis pour poursuivre son apprentissage classique. En marge de ses études, il approfondit le beatmaking en s'initiant au séquenceur, à la boîte à rythmes et aux synthétiseurs. Son frère l'aide à faire connaître son travail de beatmaking. Il place ses premières productions pour des rappeurs de Memphis : Tela en 2002, puis Gangsta Boo, dont il produit la majorité de l'album Enquiring Minds II: The Soap Opera, en 2003,.

### Carrière à Atlanta
En 2004, il se fait exclure de l'université de Memphis pour son manque d'assiduité, puis quitte le Tennessee pour Atlanta, à la quête de nouvelles opportunités. Il y crée son propre label, Drum Squad Records. En 2005, il produit pour le premier album du groupe Boyz N Da Hood, ce qui lui permet de se faire un nom à Atlanta. Il produit ensuite pour Jeezy et Gucci Mane et devient l'un des pionniers de la trap. Il participe alors à de grands succès du hip-hop.
En 2010, il est nommé dans la catégorie « producteur de l'année » aux BET Awards.
En 2011, il débute en tant que rappeur avec la mixtape The Birth of D-Boy Fresh. Il se met également à produire pour les rappeurs Young Dolph et Key Glock, qu'il aide à émerger,.
En 2012, il lance avec son père une bourse d'études pour aider les étudiants se spécialisant dans les disciplines « musique commerciale » ou « bois ».
En octobre 2013, il sort le projet Clash of da Titans en collaboration avec DJ Paul. La même année, il compose la bande originale d'un film indépendant, Blood First.
En 2018, son frère Ferrell Wayne Miles est tué par balles à Atlanta. Il prend une pause de la production musicale afin de prendre en charge les enfants et petits-enfants de son frère. En 2019, il sort son premier album solo en tant que rappeur, My Brother's Keeper, en hommage à son frère.

## Style
Pour Passion of the Weiss, Drumma Boy a d'abord opté pour style « un mélange cinématique de jazz big band cuivré de La Nouvelle-Orléans et de progressions et refrains dramatiques inspirés par P. Diddy » avant d'échafauder un son trap.
Selon SwampDiggers, son style emprunte des éléments rythmiques à des artistes de Memphis tels que DJ Spanish Fly, Juicy J et DJ Sound, ainsi qu'à des artistes texans comme Scarface et Pimp C ; et Drumma Boy mélange ces rythmes avec « une déferlante de cordes et de mélodies minutieuses issues de ses inspirations classiques ». Pour le webzine, même dans son travail avec des stars de la pop ou des artistes de rap hors de sa région, Drumma Boy garde une identité propre.
Pour Contrast Magazine, son succès est dû à « Son instrumentation complexe, ses cors triomphants et ses triples coups de batterie ».